# Jupá

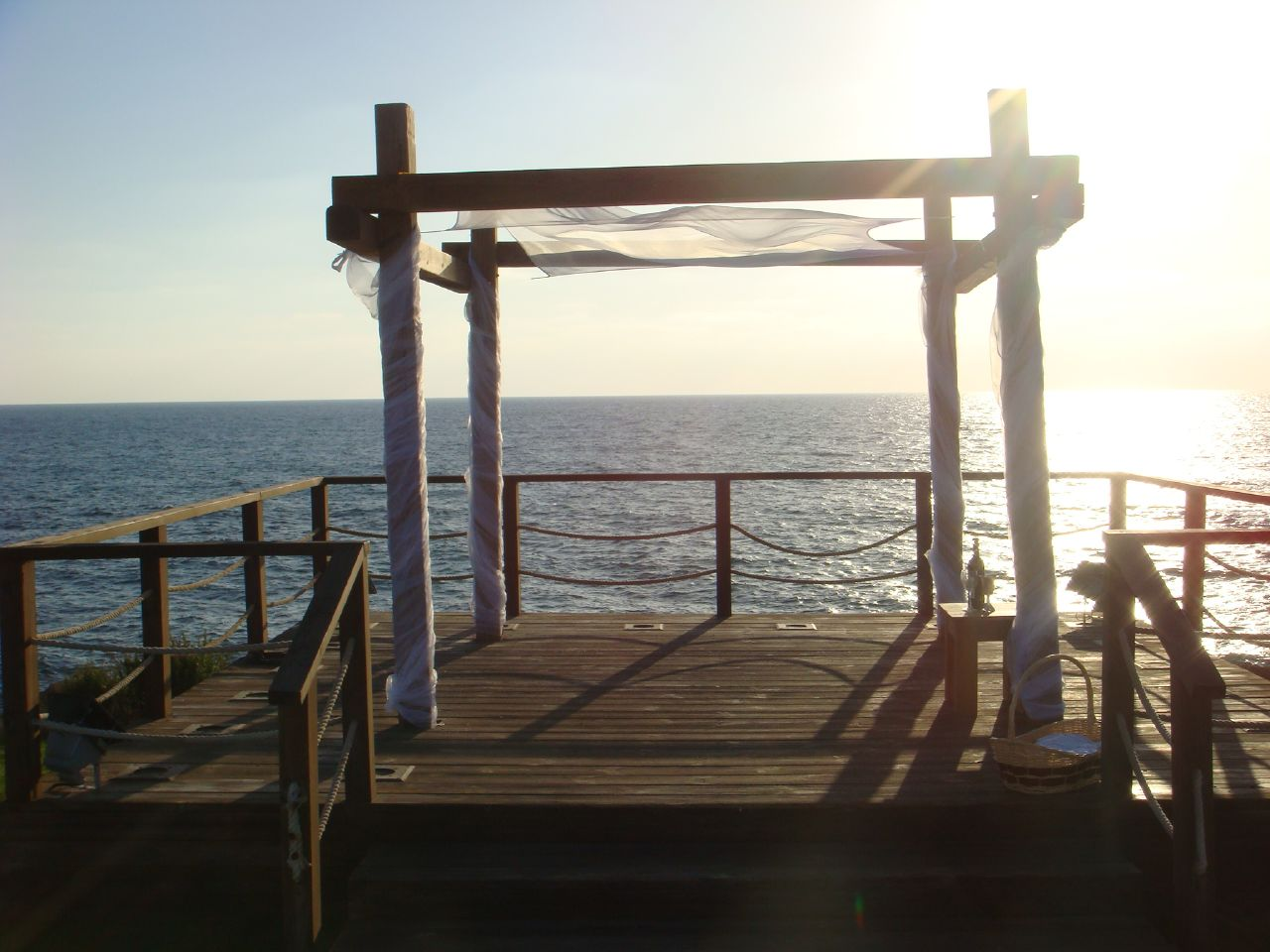
Una jupá frente al mar y cielo abierto.

Una jupá (en hebreo: חוּפָּה, literalmente "cubierta") o palio nupcial, consiste en un tejido o chal de oración usado como cubierta de una pareja durante la celebración de una boda judía, está sostenida sobre cuatro pilares de madera u otro material sobre el suelo o usualmente los asistentes toman los pilares durante la ceremonia. Simboliza el hogar que la pareja construirán juntos.

## Costumbres
En una jupá tradicional, en especial dentro del judaísmo ortodoxo, se recomienda montarla frente a un cielo abierto, sin embargo esto no es obligatorio dentro de las comunidades sefardíes; si una ceremonia de boda se realiza dentro de un recinto, se requiere abrir alguna entrada durante la ceremonia, aunque la mayoría de los Hasidim prefieren hacerla a cielo abierto. En Yemen la práctica se realiza de forma más elaborada, con una jupá decorada dentro de una habitación también decorada con largas ramas, flores y otros adornos, el matrimonio es terminado cuando la pareja es dejada a solas en esta habitación. La palabra jupá aparece en la biblia hebrea, sin embargo Abraham P. Bloch afirma que la conexión entre el término y la apariencia real así como su significado religioso han ido cambiando durante el tiempo. Por siglos existieron diferencias regionales sobre la jupá, durante el siglo XVI este elemento no era aún conocido; en algunas otras partes la prenda era usada por la novia o un velo extendido en los hombros de la pareja. Varias ilustraciones de bodas judías durante la Europa medieval no muestran el uso de una jupá, esta fue usada solamente por los judíos asquenazí como un símbolo del lugar donde el matrimonio tenía lugar. Las bodas judías consistían en la ceremonia de compromiso, llamada erusin, y la ceremonia real, llamada nisuin; la primera parte era celebrada en la habitación donde el novio daba el anillo, tras la ceremonia de compromiso ambos esperan en una habitación para ser llamados a entrar bajo la jupá y finalizar la ceremonia final.
Avanzada la Edad Media, las dos ceremonias fueron simplificadas en una sola, perdiendo el jupá su concepto original; la costumbre que se terminó aceptando fue realizar toda la ceremonia bajo el palio nupcial. Hay varias opiniones sobre como debe celebrarse la ceremonia de boda, predomina la idea de realizarse bajo la jupá y la recitación del ketubah.

## Simbolismo

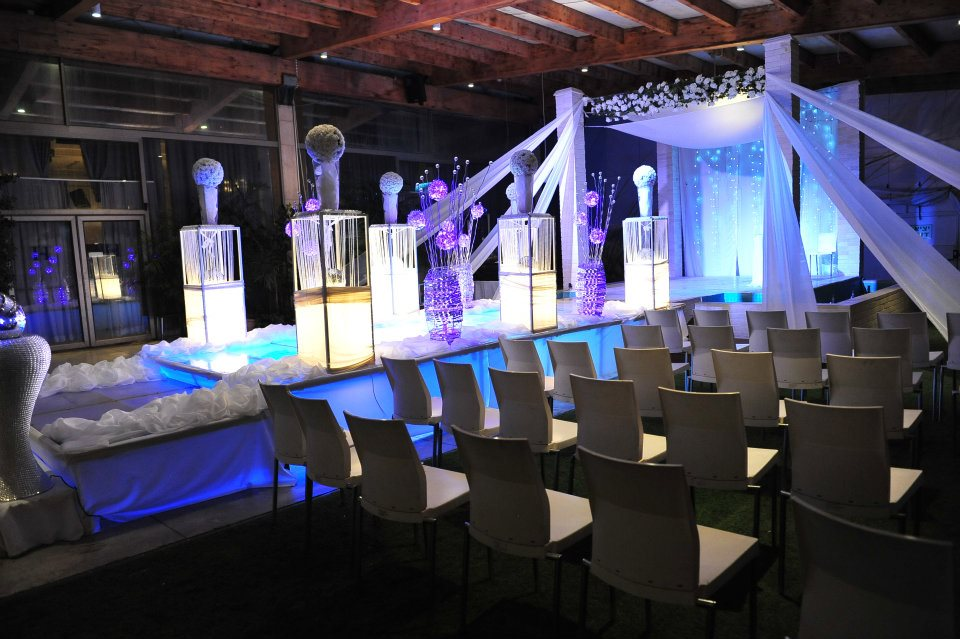
Una jupá con arreglos dentro de una sinagoga.

La jupá representa la casa judía simbolizada por la tela (el techo) y los cuatro pilares; el novio entra primero y después la novia, entonces la pareja la arropa, simbolizando sus nuevas responsabilidades respecto a ella. Las jupá pueden ser elaboradas con cualquier material, siendo más comunes velos o chales de oración y pueden ser personalizadas para los intereses y gustos de la pareja.